# Agra Airport
Agra Airport är en flygplats i Indien.   Den ligger i distriktet Agra och delstaten Uttar Pradesh, i den centrala delen av landet, 180 km söder om huvudstaden New Delhi. Agra Airport ligger 167 meter över havet.
Terrängen runt Agra Airport är mycket platt. Runt Agra Airport är det mycket tätbefolkat, med 3 494 invånare per kvadratkilometer. Närmaste större samhälle är Agra, 6,3 km nordost om Agra Airport. Runt Agra Airport är det i huvudsak tätbebyggt.